# 鹿角卷柏
鹿角卷柏（学名：Selaginella rossii）为卷柏科卷柏属下的一个种。

## 扩展阅读
- 維基物種上的相關：鹿角卷柏